# Kabinett Koizumi I (2. Umbildung)
Das zum zweiten Mal umgebildete erste Kabinett Koizumi (jap. 第1次小泉第2次改造内閣, daiichiji Koizumi dainiji kaizō naikaku) regierte Japan unter Führung von Premierminister Jun’ichirō Koizumi vom 20. September 2003 bis zur Ernennung des Nachfolgekabinetts am 19. November 2003. Koizumi löste am 10. Oktober das Shūgiin auf und konnte bei der folgenden Shūgiin-Wahl mehrere Sitze gewinnen und mithilfe seiner Koalitionspartner weiterregieren.

## Staatsminister
| Amt | Name               | Bild               | Partei  | Faktion   |
| --- | ------------------ | ------------------ | ------- | --------- |
| Premierminister | Jun’ichirō Koizumi | Jun’ichirō Koizumi | LDP     | (Mori)    |
| Minister für Innere Angelegenheiten und Kommunikation | Tarō Asō           | Tarō Asō           | LDP     | Kōno      |
| Justizminister | Daizō Nozawa       | Daizō Nozawa       | LDP     | Mori      |
| Außenministerin | Yoriko Kawaguchi   | Yoriko Kawaguchi   | LDP     | —         |
| Finanzminister | Sadakazu Tanigaki  | Sadakazu Tanigaki  | LDP     | Ozato     |
| Minister für Bildung, Kultur, Sport, Wissenschaft und Technologie | Takeo Kawamura     | Takeo Kawamura     | LDP     | Hashimoto |
| Minister für Gesundheit, Arbeit und Soziales | Chikara Sakaguchi  | Chikara Sakaguchi  | Kōmeitō | —         |
| Minister für Landwirtschaft, Forsten und Fischerei | Yoshiyuki Kamei    | Yoshiyuki Kamei    | LDP     | Yamasaki  |
| Minister für Wirtschaft, Handel und Industrie zuständig für die Weltausstellung                                                                                                 | Shōichi Nakagawa   | Shōichi Nakagawa   | LDP     | Kamei     |
| Minister für Land, Infrastruktur und Transport zuständig für die Übertragung von Hauptstadtfunktionen und Tourismus                                                             | Nobuteru Ishihara  | Nobuteru Ishihara  | LDP     | —         |
| Umweltministerin zuständig für globale Umweltfragen | Yuriko Koike       | Yuriko Koike       | LDP     | Mori      |
| Chefkabinettssekretär | Yasuo Fukuda       | Yasuo Fukuda       | LDP     | Mori      |
| Vorsitzende der Nationalen Kommission für Öffentliche Sicherheit Staatsministerin für die Erziehung der Jugend und die Bekämpfung des Geburtenrückgangs, Lebensmittelsicherheit | Kiyoko Ono         | Kiyoko Ono         | LDP     | Kamei     |
| Leiter der Verteidigungsbehörde | Shigeru Ishiba     | Shigeru Ishiba     | LDP     | Hashimoto |
| Staatsminister für Angelegenheiten von Okinawa und der Nördlichen Territorien, Datenschutz, Wissenschafts- und Technologiepolitik zuständig für IT-Politik                      | Toshimitsu Motegi  | Toshimitsu Motegi  | LDP     | Hashimoto |
| Staatsminister für den Finanzsektor, Wirtschafts- und Steuerpolitik | Heizō Takenaka     | Heizō Takenaka     | LDP     | —         |
| Staatsminister für Deregulierung, Wiederbelebung der Industrie zuständig für Verwaltungsreform, Strukturreform in Sonderbereichen, Regionalreform                               | Kazuyoshi Kaneko   | Kazuyoshi Kaneko   | LDP     | Horiuchi  |
| Staatsminister für Katastrophenmanagement Staatsminister für nationale Notstandsgesetzgebung                                                                                    | Kiichi Inoue       | Kiichi Inoue       | NKP     | —         |

Anmerkungen: Der Premierminister gehört während seiner Amtszeit offiziell keiner Faktion an. Minister, die bereits dem vorherigen Kabinett angehörten, kursiv.